# Malick Thiaw
Malick Thiaw (Düsseldorf, 8 de agosto de 2001) es un futbolista alemán que juega de defensa en el Newcastle United F. C. de la Premier League de Inglaterra.

## Trayectoria
Thiaw comenzó su carrera deportiva en el F. C. Schalke 04, equipo con el que debutó el 7 de marzo de 2020, en un partido de la Bundesliga frente al TSG 1899 Hoffenheim.
El 30 de octubre de 2020 marcó su primer gol como profesional, en el empate a uno frente al VfB Stuttgart en la Bundesliga.
El 29 de agosto de 2022 llegó al A. C. Milan. En tres años disputó 85 partidos, en los que anotó un tanto, y el 12 de agosto de 2025 fue traspasado al Newcastle United F. C.

## Selección nacional
Nació y creció en Alemania. De padre senegalés y madre finlandesa, también es elegible para jugar para estos dos países. De hecho en 2017 fue convocado con la selección sub-17 de Finlandia, aunque no llegó a debutar con ellos.
Optó por representar a Alemania, y en junio de 2023 debutó con su selección absoluta en un amistoso que perdieron por la mínima ante Polonia.

## Estadísticas

### Clubes
Actualizado al último partido disputado el 9 de mayo de 2025.
| Club                           | Div.          | Temporada     | Liga  | Liga  | Copas nacionales | Copas nacionales | Copas internacionales | Copas internacionales | Total | Total |
| Club                           | Div.          | Temporada     | Part. | Goles | Part.            | Goles            | Part.                 | Goles                 | Part. | Goles |
| ------------------------------ | ------------- | ------------- | ----- | ----- | ---------------- | ---------------- | --------------------- | --------------------- | ----- | ----- |
| F. C. Schalke 04 · Alemania    | 1.ª           | 2019-20       | 4     | 0     | 0                | 0                | ―                     | ―                     | 4     | 0     |
| F. C. Schalke 04 · Alemania    | 1.ª           | 2020-21       | 19    | 1     | 3                | 0                | ―                     | ―                     | 22    | 1     |
| F. C. Schalke 04 II · Alemania | 4.ª           | 2020-21       | 3     | 0     | ―                | ―                | ―                     | ―                     | 3     | 0     |
| F. C. Schalke 04 II · Alemania | Total club    | Total club    | 3     | 0     | 0                | 0                | 0                     | 0                     | 3     | 0     |
| F. C. Schalke 04 · Alemania    | 2.ª           | 2021-22       | 31    | 2     | 1                | 0                | ―                     | ―                     | 32    | 2     |
| F. C. Schalke 04 · Alemania    | 1.ª           | 2022-23       | 3     | 0     | ―                | ―                | ―                     | ―                     | 3     | 0     |
| F. C. Schalke 04 · Alemania    | Total club    | Total club    | 57    | 3     | 4                | 0                | 0                     | 0                     | 61    | 3     |
| A. C. Milan · Italia           | 1.ª           | 2022-23       | 20    | 0     | 0                | 0                | 4                     | 0                     | 24    | 0     |
| A. C. Milan · Italia           | 1.ª           | 2023-24       | 21    | 0     | 0                | 0                | 9                     | 0                     | 30    | 0     |
| A. C. Milan · Italia           | 1.ª           | 2024-25       | 22    | 0     | 4                | 0                | 5                     | 1                     | 31    | 1     |
| A. C. Milan · Italia           | Total club    | Total club    | 63    | 0     | 4                | 0                | 18                    | 1                     | 85    | 1     |
| Total carrera                  | Total carrera | Total carrera | 123   | 3     | 8                | 0                | 18                    | 1                     | 149   | 4     |

## Palmarés

### Títulos nacionales
| Título              | Club             | País     | Año     |
| ------------------- | ---------------- | -------- | ------- |
| 2. Bundesliga       | F. C. Schalke 04 | Alemania | 2021-22 |
| Supercopa de Italia | A. C. Milan      | Italia   | 2024    |